# Laidy Gómez
Laidy Yorveys Gómez Flórez (sinh ngày 12 tháng 12 năm 1981) là một chính trị gia người Venezuela, một thành viên của Hành động Dân chủ và là thống đốc hiện tại của Táchira.
Gómez sinh ra ở Rubio, thành phố Junín, Táchira, Venezuela và trở thành thống đốc của Táchira năm 2017.